# متتاليتان متحاديتان
في الرياضيات، متتاليتان متحاديتان هما متتاليتان إحداهما تزايدية والأخرى تناقصية، ونهاية فرقهما يساوي الصفر.

## خاصية
خاصية — إذا كانت {\displaystyle (u_{n})} و {\displaystyle (v_{n})} متتاليتين متحاديتين فإنهما متقاربتان ولهما نفس النهاية.

## مثال
لتكن {\displaystyle (u_{n})_{n>0}} و {\displaystyle (v_{n})_{n>0}} المتتاليتين المعرفتين بما يلي : {\displaystyle u_{n}=1-{\frac {1}{n}}} و {\displaystyle v_{n}=1+{\frac {1}{n}}}
لدينا {\displaystyle (u_{n})_{n>0}} تزايدية و {\displaystyle (v_{n})_{n>0}} تناقصية و {\displaystyle \lim _{n\to +\infty }(u_{n}-v_{n})=\lim _{n\to +\infty }\left(-{\frac {2}{n}}\right)=0}
إذن المتتاليتان {\displaystyle (u_{n})_{n>0}} و {\displaystyle (v_{n})_{n>0}} متحاديتان.